# はるな (護衛艦)
はるな（ローマ字：JS Haruna, DDH-141）は、海上自衛隊の護衛艦。はるな型護衛艦の1番艦。艦名は榛名山に因み、旧海軍の金剛型戦艦「榛名」に続き日本の艦艇としては2代目。

## 概要
本艦は日本初のヘリコプター搭載護衛艦（DDH）であり、5000tクラスながらヘリコプターを3機搭載・運用できる点が最大の特徴である。このような艦艇は、発展改良型のしらね型を含め、現在に至るも世界唯一と言ってよく、日本の特殊な用兵思想を色濃く反映している。装備面での特徴としては、ヘリコプター運用時に姿勢を安定させるためのフィンスタビライザーを自衛艦で初めて装備したほか、揺れる艦上における飛行作業の安全・効率化のため、着艦拘束装置（ベアトラップ）を初めて装備した。
なお、こんごう型護衛艦（イージス艦）が登場するまではこのクラス（しらね型含む）が海自最大級の護衛艦であった。

## 艦歴
「はるな」は、第3次防衛力整備計画に基づく昭和43年度計画4,700トン型ヘリコプター搭載護衛艦2401号艦として、三菱重工業長崎造船所で1970年3月19日に起工され、1972年2月1日に進水、1973年2月22日に就役し、第1護衛隊群に直轄艦として編入され横須賀に配備された。
1974年11月9日に発生した第十雄洋丸事件の際には、積み荷のナフサやプロパンの爆発による二次災害を防ぐため、はるなを旗艦とする臨時処分部隊が災害派遣出動し、11月26日に護衛艦「たかつき」、「もちづき」、「ゆきかぜ」とともに処分現場に派遣され、翌27日から28日にかけて海没処分するための射撃を実施し、第十雄洋丸を沈没させた。
同年11月27日、第1護衛隊群隷下に第51護衛隊が新編され、同日付で就役した護衛艦「ひえい」とともに編入された。
1975年7月、本州南方で護衛艦「ひえい」、「あきづき」、潜水艦「まきしお」、「なるしお」と共に、アメリカ海軍との合同対潜水艦戦訓練に参加した。
1978年7月3日から8月17日の間、護衛艦「ひえい」、潜水艦「くろしお」及びP-2J 8機とともにハワイ派遣訓練に参加。
1981年3月27日、第2護衛隊群隷下に第52護衛隊が新編され、同日付で就役した護衛艦「くらま」とともに編入。定係港が佐世保に転籍。
1982年11月2日から12月2日の間、護衛艦「しらね」、「あさかぜ」及びP-2J 8機とともにハワイ派遣訓練に参加。
1983年3月30日、第52護衛隊が廃止となり、第2護衛隊群直轄艦となる。
1984年3月30日、第3護衛隊群に直轄艦(旗艦)として編入。
1986年3月31日より三菱重工業長崎造船所においてFRAM改修に入る。この改修により対潜捜索能力、個艦防空能力、戦闘指揮・情報処理能力、電子戦能力が向上し、艦齢は8年延長された。このFRAM改修作業は1987年10月31日に完了し、第3護衛隊群旗艦に復帰した。
1989年6月16日から9月6日の間、護衛艦「しまかぜ」、「みねゆき」と共に米国に派遣され、日米合同演習READIEX89-4Aに参加。
1990年、環太平洋合同演習(RIMPAC 1990)に参加。
1995年6月15日から9月5日の間、護衛艦「さわかぜ」及びP-3C 3機とともに米国派遣訓練に参加。
1997年6月9日から9月3日の間、護衛艦「はまぎり」、「みょうこう」及びP-3C 5機とともに米国派遣訓練に参加。
1998年3月20日、定係港が舞鶴に転籍。
同年10月13日、韓国釜山で実施された韓国建国50周年記念国際観艦式に護衛艦「せとぎり」、「みょうこう」とともに参加した。
1999年2月18日、舞鶴港停泊中に高性能20mm機関砲（CIWS）の発砲回路試験中、実弾2発が不時発射され、同港東の青葉山付近に着弾した。
同年3月24日、能登半島沖不審船事件において、初の「海上における警備行動」が発令され、護衛艦「みょうこう」、「あぶくま」と共に出動、不審船に対して警告射撃を実施した。
2002年2月12日、 テロ対策特別措置法に基づき、護衛艦「さわかぜ」、補給艦「ときわ」と共にインド洋に派遣。同年6月まで任務に従事し、8月7日に帰国した。
2003年7月15日、テロ対策特別措置法に基づき、護衛艦（当時）「あさぎり」、補給艦「とわだ」と共にインド洋に派遣。同年10月まで任務に従事し、11月19日に帰国した。
2004年、環太平洋合同演習(RIMPAC 2004)に参加。
2007年8月21日、ウラジオストクのロシア太平洋艦隊基地を親善訪問した。到着の会見式典は金角湾で行われた。
2008年3月26日、護衛隊改編により第3護衛隊群第3護衛隊に編入。
同年、環太平洋合同演習（RIMPAC 2008）に参加。
2009年3月18日、除籍。総航程は959,652.1マイル（地球48周、月往復2.3回に相当）、ヘリコプターの総着艦回数は55,013回、総飛行時数は21,927時間であった。

### 歴代艦長
| 代 | 氏名     | 在任期間               | 出身校・期           | 前職                                              | 後職                                               | 備考                            |
| -- | -------- | ---------------------- | -------------------- | ------------------------------------------------- | -------------------------------------------------- | ------------------------------- |
| 01 | 坪田文雄 | 1973.2.22 - 1974.7.15  | 海兵74期             | はるな艤装員長                                    | 第4海上訓練指導隊司令                              |                                 |
| 02 | 橋本哲人 | 1974.7.16 - 1976.6.15  | 海兵75期             | ながつき艦長                                      | 自衛艦隊司令部付                                   | 就任時2等海佐 1975.7.1、1等海佐 |
| 03 | 保田 貢  | 1976.6.16 - 1977.6.30  | 海兵75期             | 海上幕僚監部技術部管理課新造班長                  | 第31護衛隊司令                                     |                                 |
| 04 | 小川正美 | 1977.7.1 - 1978.8.22   | 水産講習所・ 2期幹候 | 海上幕僚監部総務部総務課広報班長                  | 横須賀補充部付 →1978.9.18 しらね艤装員長           |                                 |
| 05 | 河嶋正夫 | 1978.8.23 - 1979.12.4  | 日大・ 1期幹候       | もちづき艦長                                      | 第2海上訓練指導隊司令                              |                                 |
| 06 | 小林康伸 | 1979.12.5 - 1981.12.1  | 海保大3期・ 8期幹候  | きくづき艦長                                      | 第1護衛隊司令                                      | 就任時2等海佐 1980.1.1、1等海佐 |
| 07 | 守田 豊  | 1981.12.2 - 1984.7.31  | 防大3期              | ながつき艦長                                      | 海上自衛隊幹部学校教官                             | 2等海佐                         |
| 08 | 田中 晃  | 1984.8.1 - 1987.6.30   | 防大3期              | 第3海上訓練指導隊船務科長                         | 佐世保地方総監部管理部                             | 2等海佐                         |
| 09 | 石井泰彦 | 1987.7.1 - 1989.12.14  | 防大6期              | あまつかぜ艦長                                    | 第2海上訓練指導隊付                                | 2等海佐                         |
| 10 | 新野克洋 | 1989.12.15 - 1992.3.22 | 防大9期              | 佐世保地方総監部防衛部第3幕僚室長                 | 佐世保地方総監部監察官                             | 就任時2等海佐 1992.1.1、1等海佐 |
| 11 | 樋口善治 | 1992.3.23 - 1993.6.30  | 防大11期             | 技術研究本部船舶開発官付                          | 佐世保地方総監部監察官                             | 2等海佐                         |
| 12 | 山村洋行 | 1993.7.1 - 1994.12.19  | 防大13期             | はたかぜ艦長                                      | 舞鶴地方総監部監察官                               | 2等海佐                         |
| 13 | 谷津憲治 | 1994.12.20 - 1996.3.31 | 東海大・ 22期幹候    | 海上幕僚監部防衛部運用課訓練班長                  | ときわ艦長                                         |                                 |
| 14 | 光安 壯  | 1996.4.1 - 1998.12.7   | 防大14期             | 海上自衛隊第1術科学校教官 兼 研究部員             | 呉地方総監部監察官                                 | 就任時2等海佐 1997.7.1、1等海佐 |
| 15 | 森井洋明 | 1998.12.8 - 1999.12.19 | 防大17期             | 海上幕僚監部装備部装備課 整備管理班長             | 誘導武器教育訓練隊教育部長 兼 学生隊長 兼 研究室長 | 2等海佐                         |
| 16 | 坂上隆康 | 1999.12.20 - 2001.4.1  | 防大19期             | 第4海上訓練指導隊副長 兼 指導部長                 | 護衛艦隊司令部                                     | 就任時2等海佐 2000.1.1、1等海佐 |
| 17 | 野島 豊  | 2001.4.2 - 2002.8.19   | 防大19期             | 舞鶴基地業務隊補充部付                            | 大湊地方総監部監察官                               | 就任時2等海佐 2001.7.1、1等海佐 |
| 18 | 清水利広 | 2002.8.20 - 2004.8.19  | 防大21期             | 海上幕僚監部人事教育部人事計画課 募集班長         | 海上訓練指導隊群司令部付                           |                                 |
| 19 | 伊藤 誠  | 2004.8.20 - 2006.1.9   | 防大23期             | 横須賀地方総監部防衛部 第3幕僚室長 兼 第5幕僚室長 | 舞鶴地方総監部監察官                               |                                 |
| 20 | 大原知之 | 2006.1.10 - 2007.3.27  | 防大22期             | ひびき艦長                                        | 自衛艦隊司令部監察主任幕僚                         | 就任時2等海佐 2006.7.1、1等海佐 |
| 21 | 星山良一 | 2007.3.28 - 2009.3.18  | 防大26期             | 舞鶴地方総監部管理部人事課長                      | 開発隊群司令部 →2009.8.21 いせ艤装員長             |                                 |

## 延命の検討とCICの移植
2007年12月14日に発生した護衛艦「しらね」の火災事故により、防衛省は損傷した「しらね」の指揮通信系統を全て交換修理しなければならなくなった。見積もりの結果「しらね」の指揮通信系統の新造修理には多大な時間と費用がかかる事が判明したので、当初、防衛省は損傷した「しらね」をそのまま退役させ、退役予定の「はるな」を延命する事を検討していた。しかし防衛省は「はるな」の艦体の老朽化を鑑み、最終的には退役予定の「はるな」のCICを「しらね」へ移植して修理することに決定した。その後「はるな」のCICを流用して修理された「しらね」は運用に復帰し「はるな」は予定通り退役し、その後解体された。

## ギャラリー

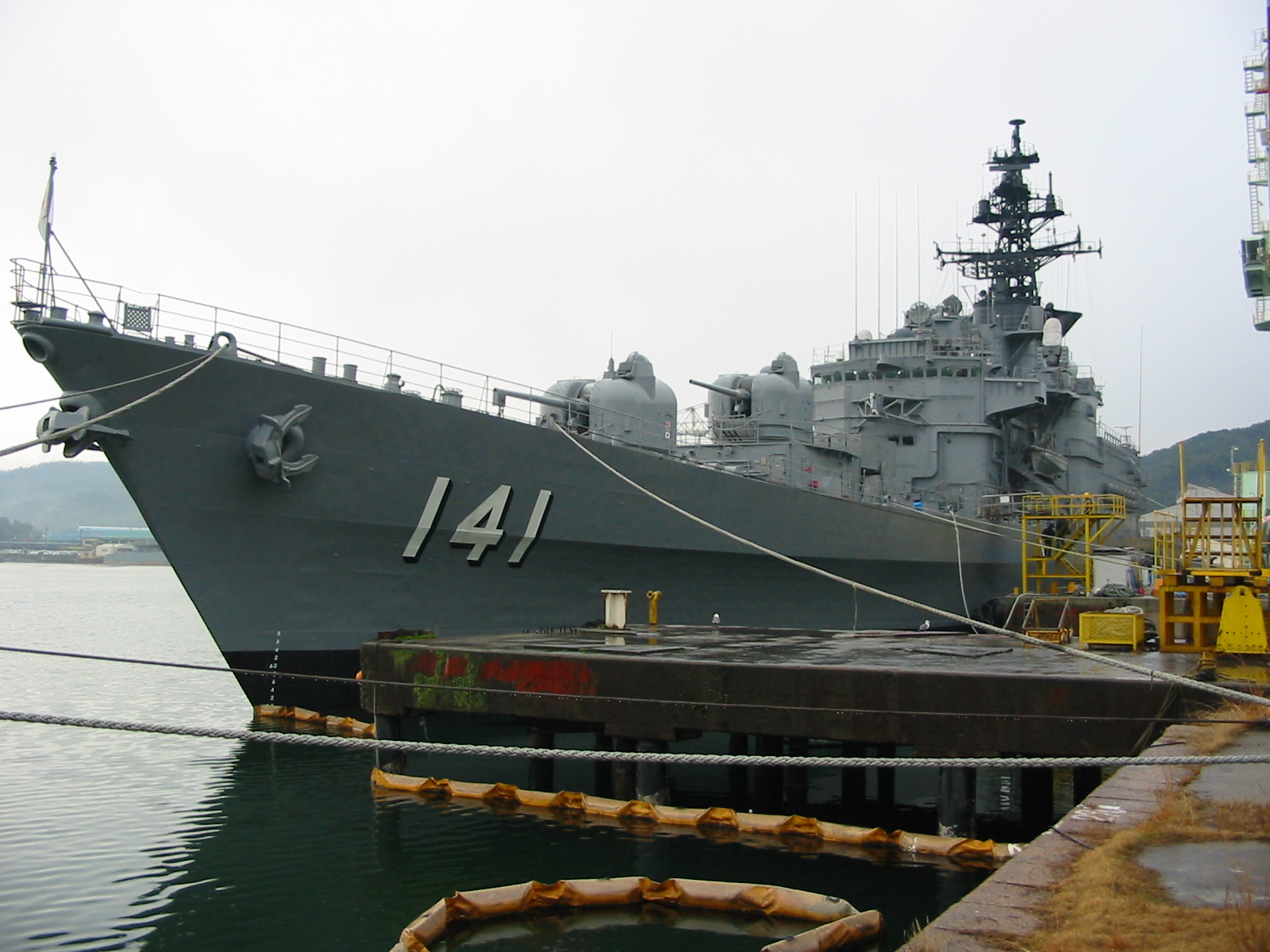
ユニバーサル造船（現JMU）舞鶴事業所に停泊中の「はるな」
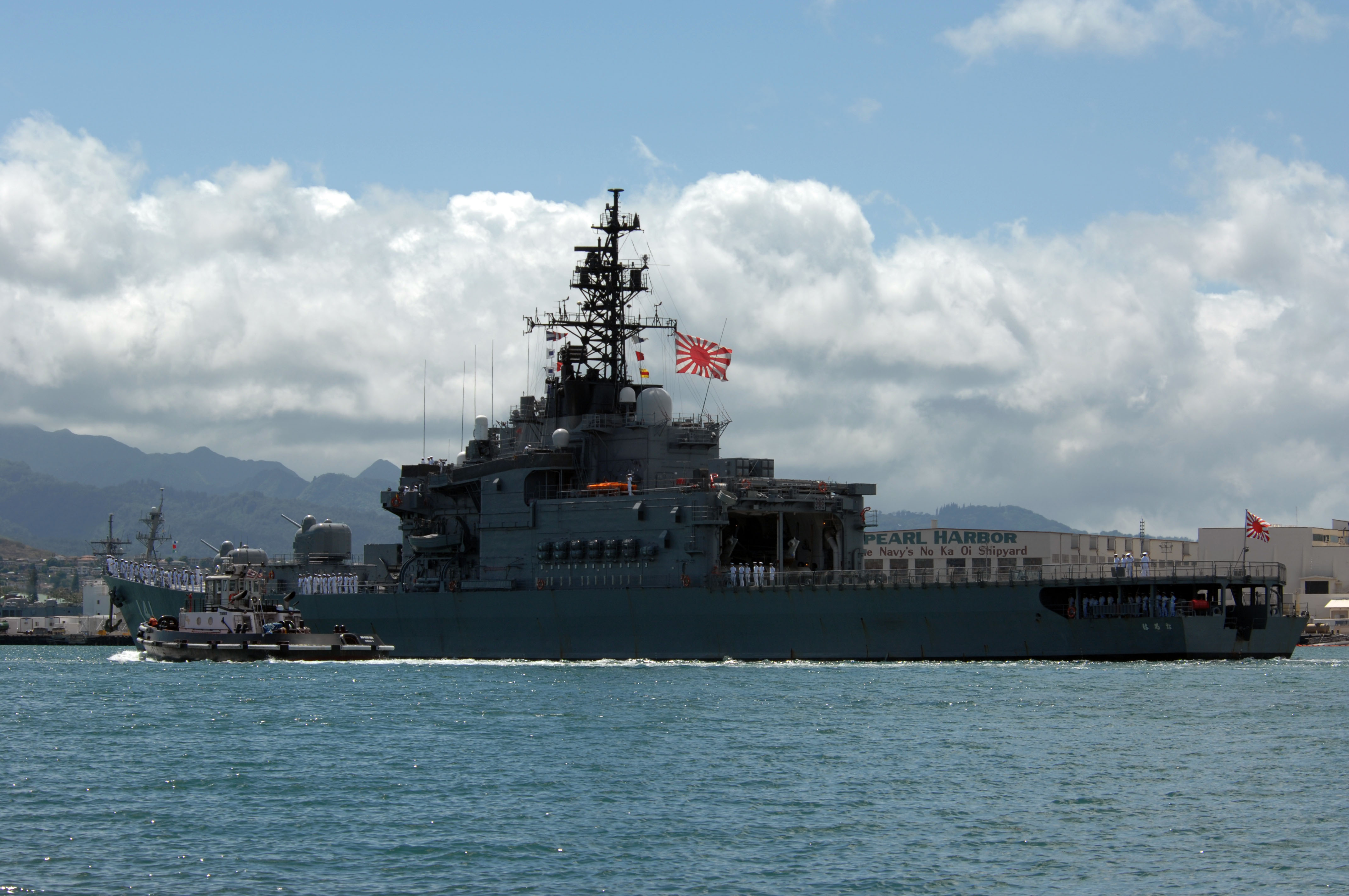
パールハーバーに入港する「はるな」
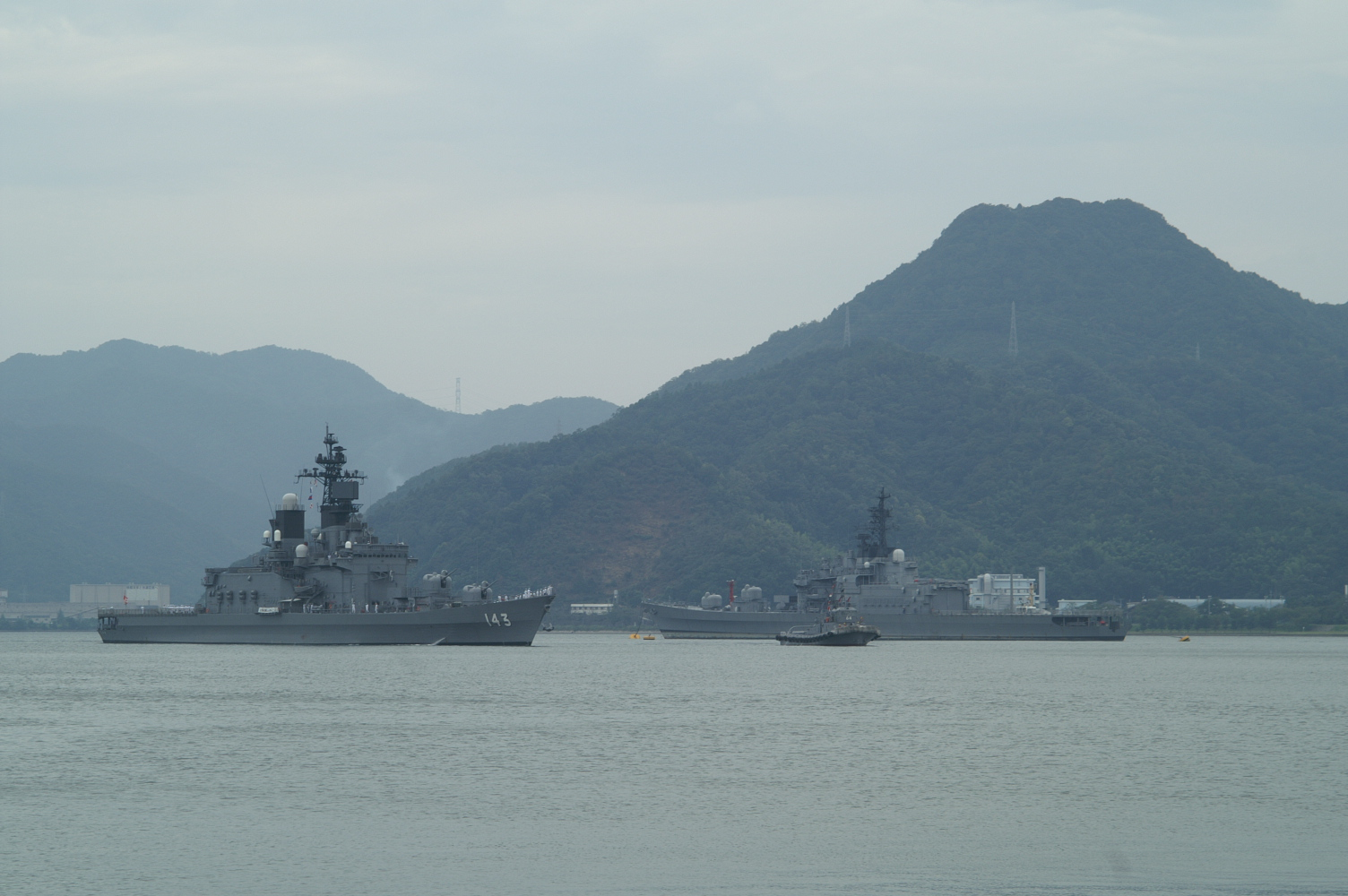
退役した「はるな」と舞鶴に転籍してきた「しらね」